# Рогощи
Ро́гощи (укр. Ро́гощі) — село Черниговского района Черниговской области Украины. Население 86 человек.
Код КОАТУУ: 7425581903. Почтовый индекс: 15511. Телефонный код: +380 462.

## История
Возле села Рогощи обнаружены остатки летописного города Оргоща (упоминается в летописи под 1159 годом). Исследованы три жилища времён Киевской Руси (IX—XII веков).
В XIX веке село Рогощ было в составе Холявинской волости Черниговского уезда Черниговской губернии. В селе была Успенская церковь. Священнослужители Успенской церкви:
- 1739—1740 — священник Лаврентий Семенович Кричевский
- 1760—1774 — священник Иван Андреевич Кричевский
- 1812 — священник Иван Иванович Кричевский

## Власть
Орган местного самоуправления — Довжикский сельский совет. Почтовый адрес: 15511, Черниговская обл., Черниговский р-н, с. Довжик, ул. Любечская, 2.

## Галерея

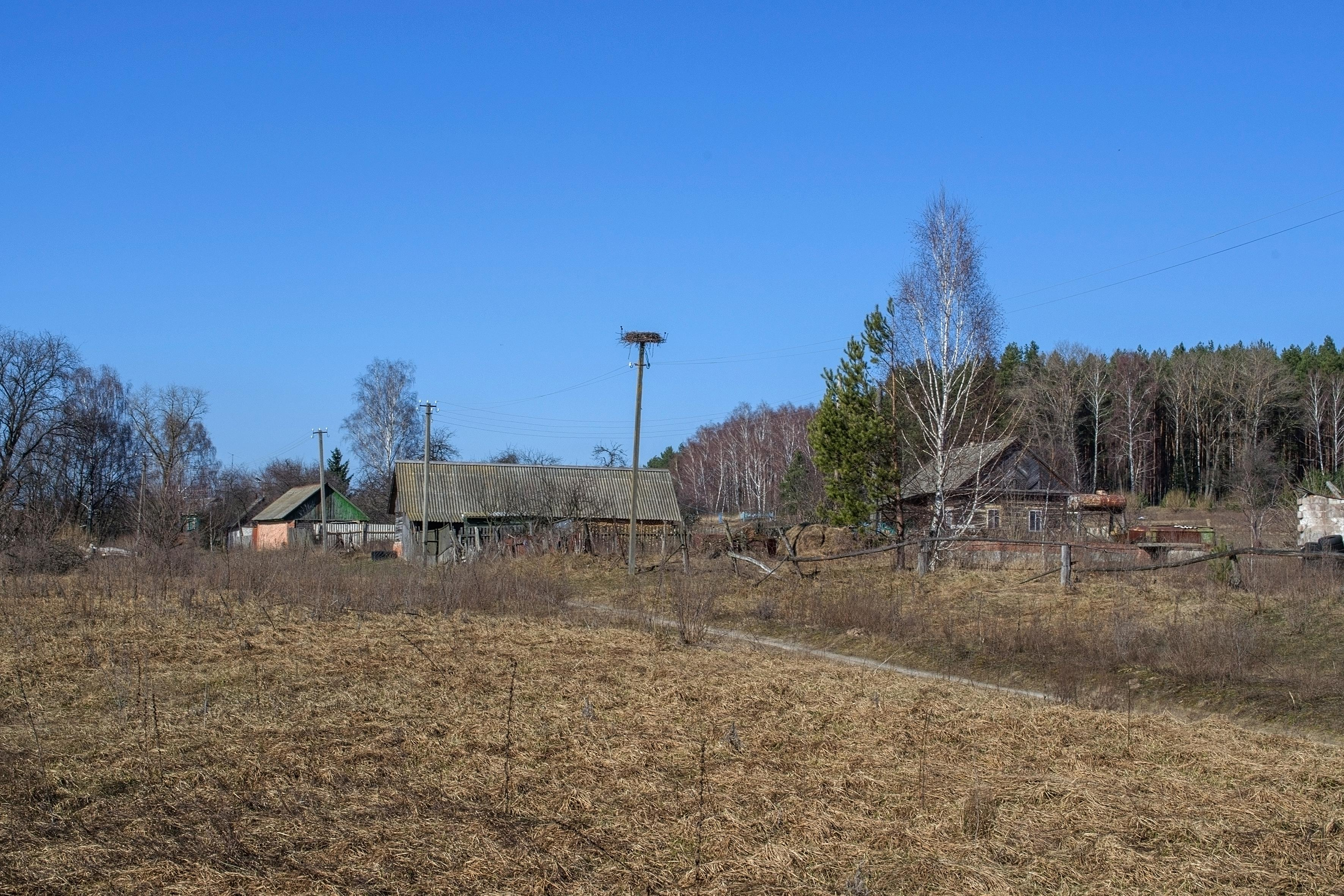
Вид села
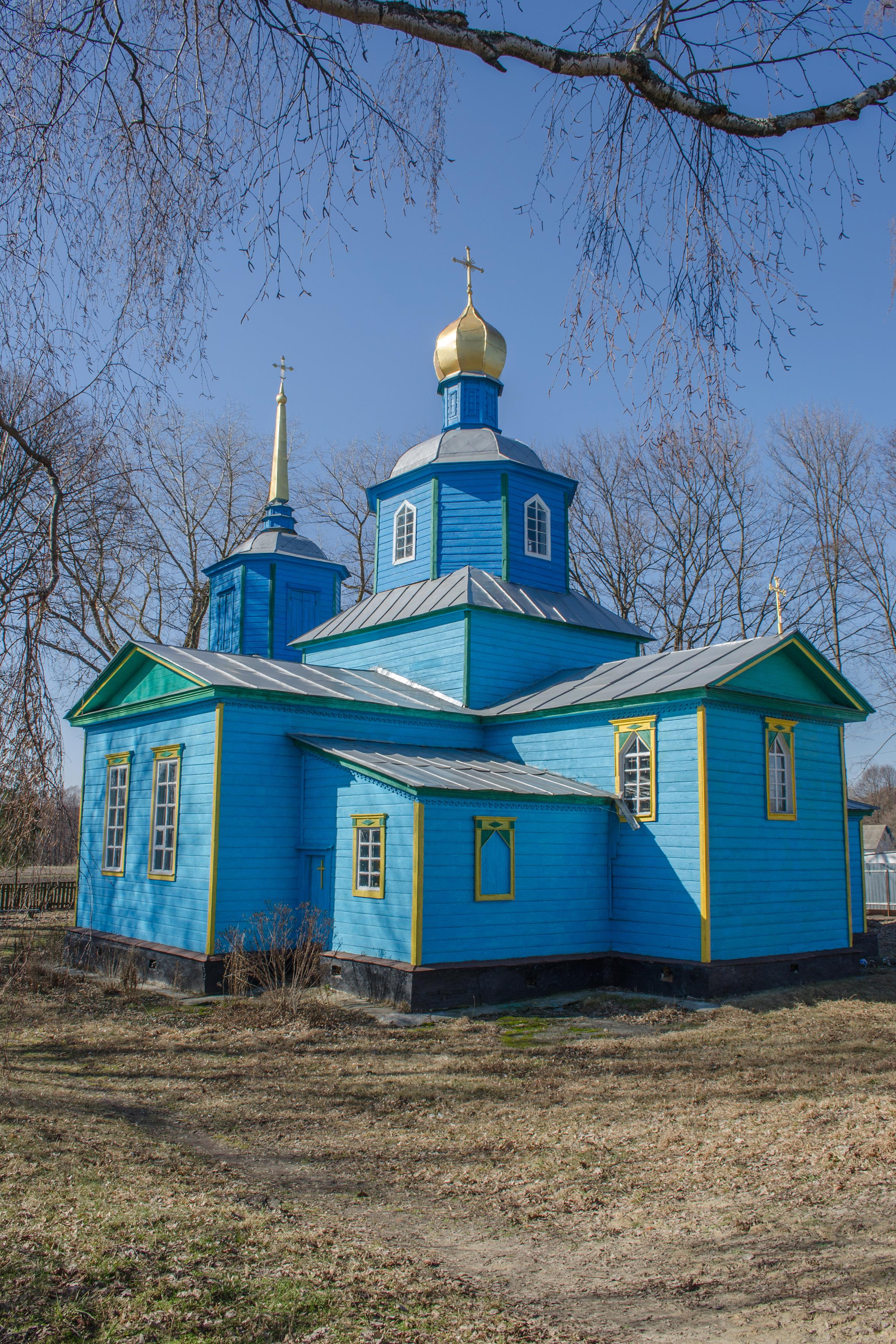
Церковь
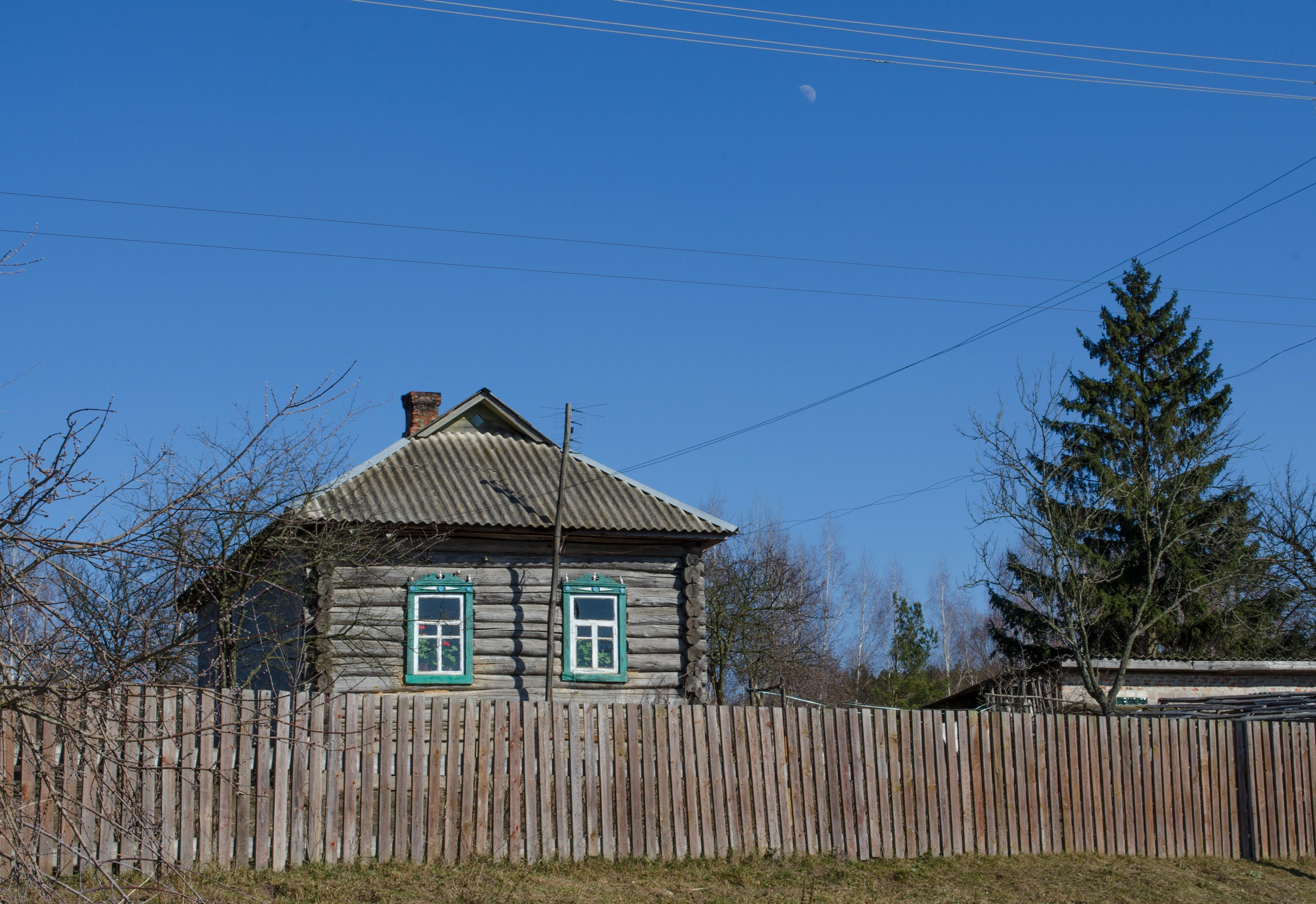
Типичная деревянная хата
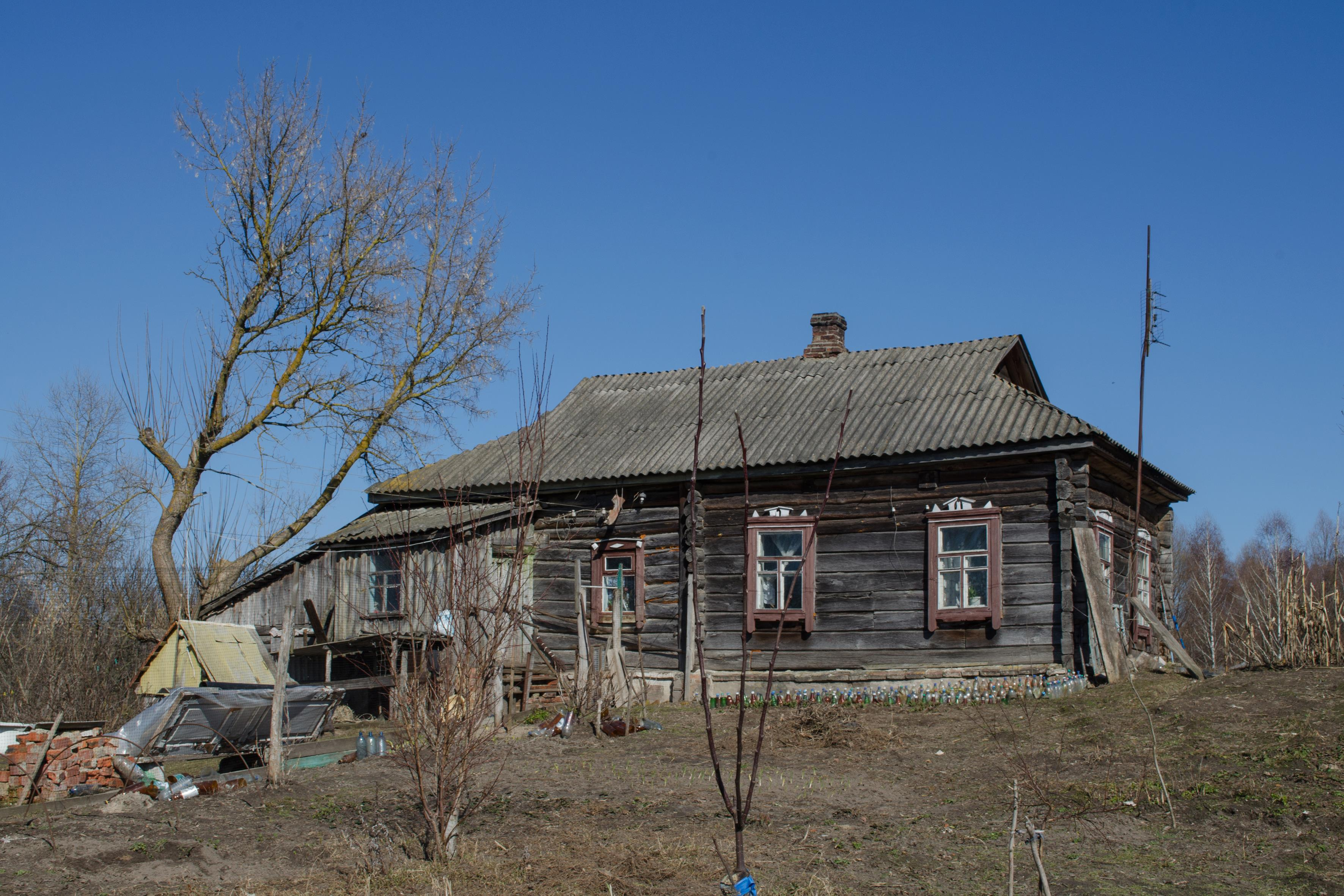
Ещё одна деревянная хата
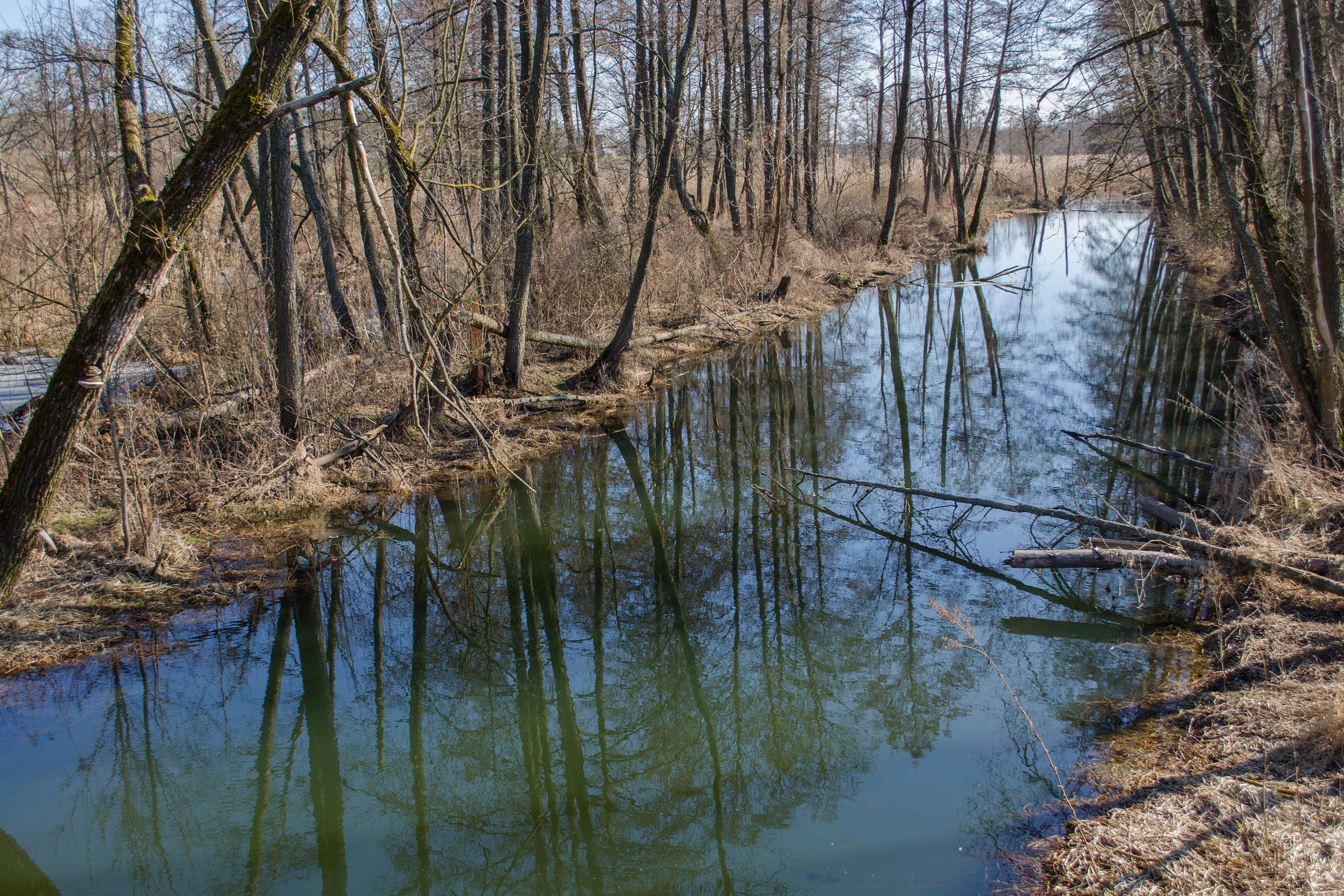
Река Белоус
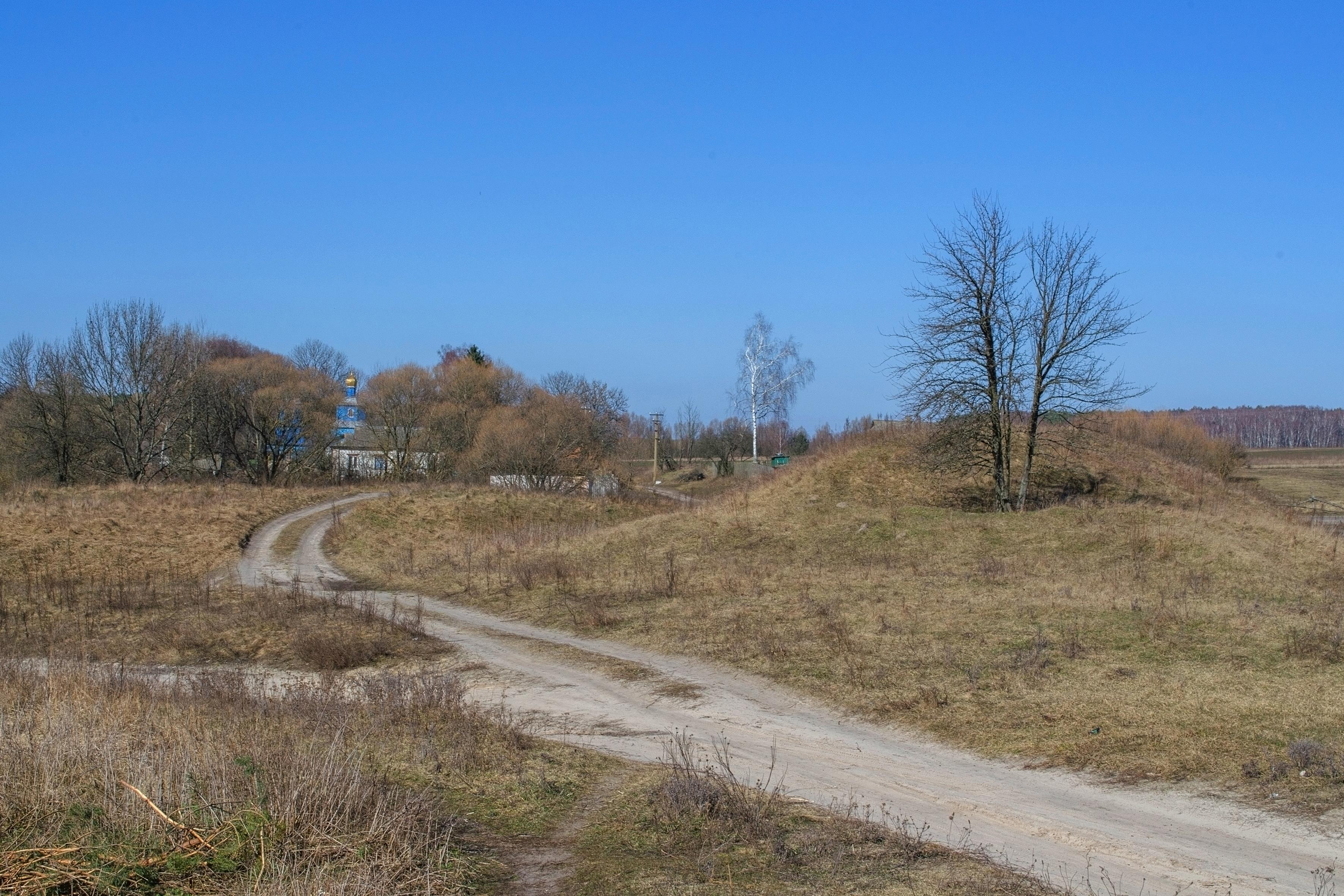
Древний курган